# Maria-Hilf-Kirche (Berlin)

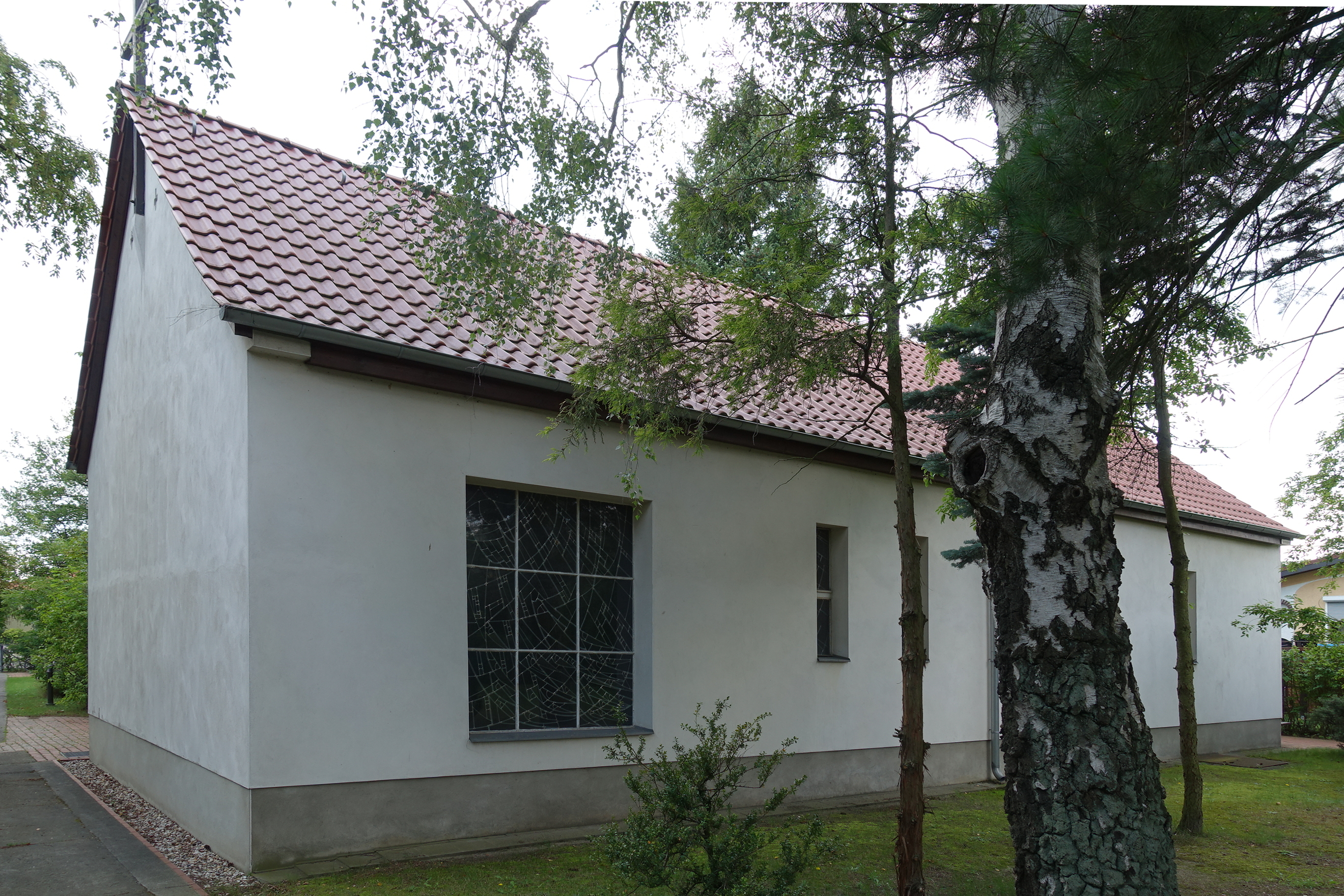
Kirche Maria Hilf

Die katholische Kirche Maria Hilf steht in der Cimbernstraße 2 in Berlin-Altglienicke. Der schlichte Zweckbau wurde 1937 nach einem Entwurf von Carl Kühn errichtet und gehört als Ort für regelmäßige Gottesdienste heute zur Pfarrei Christus König, Adlershof, im Dekanat Treptow-Köpenick des Erzbistums Berlin.

## Geschichte
Ein eigenständiges katholisches Leben begann in Altglienicke nach der Reformation wieder, als 1927 auf Anregung des zuständigen Pfarrers Alfred Brinkmann ein Kirchenbauverein gegründet wurde. Der Verein hielt seine Veranstaltungen im Deutschen Haus ab, einer Gaststätte in der Grünauer Straße, und nahm den Bau einer kleinen Kirche mit rund 120 Plätzen in Angriff. Am 12. September 1937 wurde die Kirche von Dompfarrer Bernhard Lichtenberg geweiht, im Dezember des gleichen Jahres wurde der erste Gottesdienst gefeiert. Am 30. Juni 2004 fusionierten die Kirchengemeinden Maria Hilf sowie St. Laurentius in Bohnsdorf mit der Pfarrei Christus König.

## Baubeschreibung
Der verputzte Mauerwerksbau steht auf rechteckigem Grundriss und hat einen rechtwinkligen Anbau für die Sakristei. Er ist mit einem Satteldach bedeckt, der Dachstuhl ist im Inneren offen. Auf der einen Längsseite des Kirchenraumes befinden sich Fenster, auf der gegenüberliegenden Seite sind die 1974 von Dietmar Block geschaffenen Kreuzwegstationen angeordnet.
Auf dem angrenzenden Grundstück Lianenweg 20 befindet sich das Pfarrhaus mit den Gemeinderäumen.